# ليزا غرير
ليزا غرير (بالإنجليزية: Liza Greer)‏ هي ممثلة أمريكية، ولدت في 31 أغسطس 1963 في الولايات المتحدة.

## وصلات خارجية
- ليزا غرير على موقع IMDb (الإنجليزية)